# Lijst van voetbalinterlands Brunei - Nepal
Deze lijst van voetbalinterlands is een overzicht van alle officiële voetbalinterlands tussen de nationale teams van Brunei en Nepal. De landen hebben tot nu toe twee keer tegen elkaar gespeeld. De eerste ontmoeting, een groepswedstrijd tijdens de AFC Challenge Cup 2006, vond plaats in Chittagong (Bangladesh) op 4 april 2006. Het laatste duel, een wedstrijd om de AFC Solidarity Cup 2016, werd gespeeld op 8 november 2016 in Kuching (Maleisië).

## Wedstrijden
| № | Plaats     | Datum           | Competitie              | Wedstrijd      | Uitslag |
| - | ---------- | --------------- | ----------------------- | -------------- | ------- |
| 1 | Chittagong | 4 april 2006    | AFC Challenge Cup 2006  | Brunei − Nepal | 2 − 1   |
| 2 | Kuching    | 8 november 2016 | AFC Solidarity Cup 2016 | Nepal − Brunei | 3 − 0   |

## Samenvatting
| Competitie              | Totaal gespeeld | Winst Brunei | Gelijk | Winst Nepal | Doelsaldo Brunei – Nepal |
| ----------------------- | --------------- | ------------ | ------ | ----------- | ------------------------ |
| AFC Challenge Cup       | 1               | 1            | 0      | 0           | 2 − 1                    |
| AFC Solidarity Cup 2016 | 1               | 0            | 0      | 1           | 0 − 3                    |
| Totaal                  | 2               | 1            | 0      | 1           | 2 − 4                    |

Wedstrijden bepaald door strafschoppen worden, in lijn met de FIFA, als een gelijkspel gerekend.
NFABD
Bermuda ·
Bhutan ·
Cambodja ·
China ·
Filipijnen ·
Hongkong ·
India ·
Indonesië ·
Japan ·
Jemen ·
Laos ·
Macau ·
Malediven ·
Maleisië ·
Mongolië ·
Myanmar ·
Nepal ·
Oost-Timor ·
Pakistan ·
Rusland ·
Singapore ·
Sri Lanka ·
Tadzjikistan ·
Taiwan ·
Thailand ·
Vanuatu ·
Verenigde Arabische Emiraten ·
Zuid-Korea
ANFA · A-internationals · Nepalees vrouwenelftal
1972 – 1989 ·
1990 – 1999 ·
2000 – 2009 ·
2010 – 2019 ·
2020 – 2029
Afghanistan ·
Algerije ·
Australië ·
Bahrein ·
Bangladesh ·
Bhutan ·
Brunei ·
Cambodja ·
China ·
Filipijnen ·
Hongkong ·
India ·
Indonesië ·
Irak ·
Iran ·
Japan ·
Jemen ·
Jordanië ·
Kazachstan ·
Kirgizië ·
Koeweit ·
Laos ·
Macau ·
Malediven ·
Maleisië ·
Mauritius ·
Myanmar ·
Noord-Korea ·
Oman ·
Oost-Timor ·
Pakistan ·
Palestina ·
Saoedi-Arabië · 
Singapore ·
Sri Lanka ·
Syrië ·
Tadzjikistan · 
Taiwan ·
Thailand · 
Turkmenistan ·
Verenigde Arabische Emiraten ·
Vietnam ·
Zuid-Korea